# Hypnodendrales
Hypnodendrales là một bộ rêu trong ngành Bryophyta.